# Bernie Sanders
Bernard "Bernie" Sanders (Brooklyn, 8 de setembre de 1941) és un polític estatunidenc i senador júnior per Vermont. Fou candidat per ser el candidat demòcrata a les eleccions presidencials de 2016 dels Estats Units, però perdé la nominació davant Hillary Clinton. Membre del Partit Demòcrata des del 2015, Sanders havia estat el congressista independent dels Estats Units que més temps havia servit. Sanders és el líder de l'oposició al Comitè del Pressupost del Senat des del gener de 2015.
Sanders va néixer i créixer a Brooklyn, Ciutat de Nova York, i es va graduar a la Universitat de Chicago el 1964. Quan era estudiant, era un organitzador actiu de protestes pels drets civils pel Congress of Racial Equality (Congrés d'Igualitat Racial) i el Student Nonviolent Coordinating Committee (Comitè de Coordinació Estudiantil No Violent). Després d'establir-se a Vermont el 1968, Sanders va fer diverses campanyes fallides per ser governador de Vermont i senador dels Estats Units entre principis i mitjan anys 70. Com a independent, va ser elegit alcalde de Burlington —la ciutat més poblada de Vermont— el 1981, on va ser reelegit tres vegades. El 1990 va ser escollit per representar el districte congressual major de Vermont a la Cambra de Representants dels Estats Units. El 1991, Sanders va cofundar el Caucus Progressista Congressional. Va exercir de congressista durant 16 anys, abans de ser elegit al Senat el 2006. El 2012, va ser reelegit amb un 71% del vot popular.
Sanders es va fer conèixer a nivell nacional després del seu discurs filibuster del 2010 en contra de l'extensió proposada de les reduccions d'impostos. Dona suport a polítiques similars a les dels partits socialdemòcrates d'Europa, especialment al model escandinau, i manté postures progressistes vers la igualtat d'ingressos, l'assistència sanitària universal, l'absència laboral per maternitat, el canvi climàtic, els drets LGBT i la reforma al finançament de campanyes polítiques. Sanders ha criticat la política exterior estatunidenca i va ser un oponent a la Guerra d'Iraq. És conegut també per haver lluitat a favor de les llibertats civils i els drets civils, criticant especialment la discriminació racial al sistema judicial estatunidenc, com també amb polítiques de vigilància massiva com la Patriot Act i els programes de vigilància massiva de la NSA.
El 19 de febrer de 2019, Sanders va anunciar una segona campanya per les eleccions presidencials de 2020.

## Primers anys
Bernard Sanders va néixer el 8 de setembre de 1941 a Brooklyn, un dels cinc boroughs de Nova York. El seu pare, Elias Sanders, va néixer a Słopnice, Polònia (llavors a la província austrohongaresa de Galítsia), en una família jueva; el 1927, va immigrar als Estats Units amb 17 anys. La seva mare, Dorothy Sanders (née. Glassberg), va néixer a Nova York el 2 d'octubre de 1912, en una família d'immigrats jueus de Polònia i Rússia. Molts dels parents d'Elias que es van quedar a Polònia van morir durant l'Holocaust.
Sanders ha dit que es va interessar per la política de petit: "Un home anomenat Adolf Hitler va guanyar unes eleccions el 1932. Va guanyar unes eleccions, i 50 milions de persones van morir per culpa d'aquestes eleccions durant la Segona Guerra Mundial, incloent-hi 6 milions de jueus. Així que el que vaig aprendre de petit és que la política és, de fet, molt important."
Sanders va viure a l'East 26th Street a Midwood (Brooklyn). Va estudiar al centre d'educació infantil i primària P.S. 197 a Brooklyn, on va guanyar un campionat del borough amb el seu equip de bàsquet. Anava a l'escola jueva durant les tardes, i va celebrar la seva bar mitsvà el 1954. El germà gran de Bernie, Larry, va dir que, durant la infància de Bernie, a la família mai els va faltar ni menjar ni roba, però que despeses més grans, "com cortines o una catifa", els eren difícils de permetre.
Sanders va estudiar a la James Madison High School, també a Brooklyn, on va ser capità de l'equip d'atletisme, i quedà tercer a la cursa indoor d'una milla de Nova York. Al batxillerat, Sanders va perdre les seves primeres eleccions, quedant últim dels tres candidats per president del cos d'estudiants. Poc després de la seva graduació de batxillerat, la seva mare va morir el juny de 1959 als 46 anys; el seu pare va morir tres anys més tard el 4 d'agost de 1962, als 57 anys.
Sanders va estudiar a Brooklyn College durant un any el 1959–60 abans de ser transferit a la Universitat de Chicago i graduar-se amb un Bachelor of Arts en ciències polítiques el 1964. Més tard, va ser un estudiant de graduat a la New School for Social Research a Nova York. S'ha descrit com un estudiant de carrera mediocre perquè la classe era "avorrida i irrellevant," mentre que la comunitat va donar-li el seu aprenentatge principal.

## Carrera inicial

### Inicis a l'activisme polític
Mentre era a la Universitat de Chicago, Sanders es va apuntar a la Young People's Socialist League (les joventuts del Partit Socialista d'Amèrica), i va ser actiu en el comitè pels drets civils com a organitzador del Congrés d'Igualtat Racial (CORE) i el Comitè de Coordinació Estudiantil No Violent. Sota la coordinació de Sanders, la branca local del CORE es va unir amb la branca de la universitat del SNCC. El gener de 1962, Sanders va liderar un míting a l'edifici d'administració de la Universitat de Chicago per protestar contra la política d'allotjament segregat al campus. "Creiem que és una situació intolerable que els estudiants negres i blancs de la universitat no puguin viure junts en apartaments de la universitat," digué Sanders a la protesta. Sanders i 32 altres estudiants van entrar després a l'edifici i van acampar a fora de l'oficina del president, fent la primera acapmada pels drets civils en la història de Chicago. Després de setmanes d'assegudes, Beadle, el president, i la universitat van formar una comissió per investigar la discriminació. Sanders va passar un dia enganxant pòsters contra la brutalitat policial, però més tard es va adonar que el seguia un cotxe de la policia de Chicago traient-los tots.
Sanders va anar a la Marxa de Washington pel treball i la llibertat de 1963, on Martin Luther King, Jr. va fer el seu discurs "I Have a Dream". Aquell estiu, va ser acusat de resistència a les autoritats en una manifestació contra la segregació a les escoles públiques de Chicago i va ser multat 25 dòlars.
A més del seu activisme pels drets civils durant els anys 60 i 70, Sanders va ser actiu en diversos moviments pacifistes i en contra de les guerres. Va ser membr del Comitè de Coordinació Estudiantil No Violent i la Unió estudiantil per la pau mentre era a la Universitat de Chicago. Sanders va sol·licitar l'estatus d'objector de consciència durant la Guerra del Vietnam; la seva sol·licitud va ser denegada, però ja era massa gran per ser conscrit. Malgrat que s'oposava a la guerra, Sanders mai criticà els que van lluitar-hi i es dona suport a les ajudes als veterans.

### Carrera privada
Després de graduar-se, Sanders retornà a Nova York, on va treballar fent diverses feines, entre les quals professor Head Start, ajudant de psiquiàtra i fuster. El 1968, Sanders es va traslladar a Vermont, ja que "havia quedat captivat per la vida rural." Allà va treballar de fuster, cineasta amateur, i escriptor que creava i venia "tires de pel·lícula radicals" i altre material per escoles.

### Campanyes amb Liberty Union
Sanders va començar la seva carrera política electoral el 1971 com a membre del Liberty Union Party, que es va originar al moviment anti-guerra i al People's Party. Va ser candidat per Liberty Union a governador de Vermont el 1972 i el 1976, i com a candidat a senador el 1972 i el 1974. A la cursa al Senat de 1974, Sanders fou tercer (5.901 vots; 4%), per darrere de Patrick Leahy (D, VI; 70.629 vots; 49%) i el llavors representant Dick Mallary (R; 66.223 vots; 46%).
La campanya de 1976 fou el moment de màxima influència de Liberty Union, i Sanders va aconseguir 11.000 vots per a governador. Això va forçar que els càrrecs de Tinent Governador i Secretari d'Estat es decidissin per la legislatura de l'estat quan el seu vot total no permetia que els republicans o els demòcrates aconseguissin la majoria de vots. La campanya va drenar els fons i l'energia de la Liberty Union, i l'octubre de 1977, menys d'un any després de la campanya de 1976, Sanders i la candidata a fiscal general del partit, Nancy Kaufman, van deixar el partit.
Posteriorment, Sanders va treballar com a escriptor i director de l'American People's Historical Society (APHS). Allà, va fer un documental de 30 minuts sobre el líder estatunidenc socialista i candidat a president Eugene V. Debs.

## Alcalde de Burlington

### Campanyes
El 1981, a proposta del seu amic Richard Sugarman, professor de religió a la Universitat de Vermont, Sanders va concórrer a les eleccions a alcalde de Burlington. Va derrotar el demòcrata Gordon Paquette, que portava 6 mandats com a alcalde, per un marge de tan sols deu vots, en unes eleccions amb quatre candidats celebrades el 3 de març de 1981. Posteriorment, fou reelegit tres cops, derrotant tant a candidats demòcrates com republicans. El 1983 va rebre el 53% dels vots, i el 55% l'any 1985. En la seva última campanya com a alcalde, el 1987, Sanders va derrotar Paul Lafayette, candidat demòcrata que tenia el suport oficial dels dos partits principals.
Després de quatre mandats de dos anys, Sanders va decidir no optar a la reelecció el 1989. Va ser professor de ciències polítiques a la Kennedy School of Government a la Universitat Harvard aquell any i al Hamilton College el 1991.

### Administració
Durant el seu mandat, Sanders es va autoanomenar socialista i també era descrit així per la premsa. Durant el seu primer mandat, els seus seguidors, entre els quals el primer conseller pel Citizens Party Terry Bouricius, van formar la Coalició Progressista, precursora del Partit Progressita de Vermont. Els progressistes mai van aconseguir més de sis escons dels 13 existents a l'ajuntament, però eren prou per evitar que l'ajuntament invalidés el poder de veto de Sanders.
Durant la dècada de 1980, Sanders fou crític amb la política exterior dels Estats Units a l'Amèrica del Sud. El1985, l'ajuntament de Burlington va acollir un acte amb Noam Chomsky. A la seva introducció, Sanders va descriure Chomsky com "una veu molt vocal i important al desert de vida intel·lectual als Estats Units", i va afegir que estava "encantat de saludar una persona de la qual crec que tothom n'està molt orgullós."
L'administració Sanders va equilibrar els pressupostos municipals i va atraure a Burlington un equip de les lligues inferiors de beisbol, els Vermont Reds, llavors filial doble-A dels Cincinnati Reds. Sota el mandat de Sanders, Burlington va denunciar la franquícia de televisió per cable local, i va aconseguir tarifes reduïdes per als clients.
Com a alcalde, Sanders va liderar projectes per revitalitzar el centre de Burlington. Un dels seus assoliments va ser el desenvolupament de la ribera del llac Champlain. El 1981 Sanders va fer campanya contra els plans del desenvolupador Tony Pomerleau per convertir els terrenys de la ribera, llavors industrials, en hotels, oficines i habitatges de luxe. Sanders va fer campanya sota l'eslògan "Burlington is not for sale" ("Burlington no està en venda") i va donar suport a un pla que transformava la ribera en un districte d'ús mixt amb habitatges, parcs i espai públic.
Sanders va acollir i produir un programa de televisió d'accés públic, Bernie Speaks with the Community, entre el 1986 i el 1988. Va col·laborar amb 30 músics de Vermont per gravar un àlbum de folk, We Shall Overcome, el 1987. El 1987, U.S. News & World Report va considerar Sanders un dels millors alcaldes dels Estats Units.

## Cambra de Representants dels Estats Units

### Eleccions
El 1988, el llavors congressista pel districte de Vermont, el republicà Jim Jeffords, va decidir buscar un escó al Senat dels Estats Units, i va deixar vacant el seu lloc com a represenentant. El vicegovernador republicà Peter P. Smith va guanyar les eleccions a la Cambra de Representants amb un 41% dels vots. Sanders, que s'havia postulat com a independent, va aconseguir el 38% dels vots, mentre que el representant estatal del Partit Demòcrata Paul N. Poirier va acabar en tercer lloc amb un 19% dels vots. Dos anys més tard, Sanders es va tornar a presentar per exercir el càrrec i va derrotar Peter P. Smith, que buscava la reelecció, per un marge de 56% a 40%.
Sanders va ser el primer independent escollit a la Cambra de Representants dels Estats Units des de l'elecció de Frazier Resmas, representant per Ohio, 40 anys enrere. Sanders va exercir el càrrec durant 16 anys. Sempre fou reelegit amb avantatges notables excepte l'any 1994, durant la Revolució Republicana, quan va guanyar amb el 49,% dels vots per un avantatge del 3,3%.

### Legislació

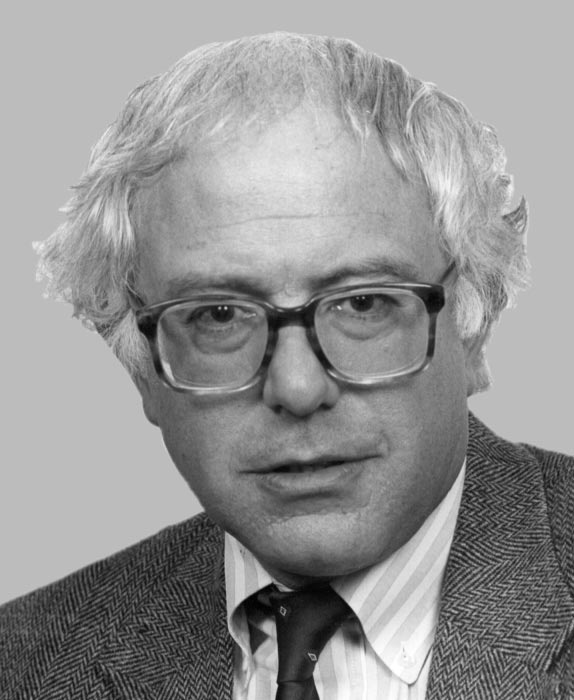
Sanders l'any 1991

Durant el seu primer any a la Cambra de Representants, Sanders es va allunyar de possibles aliats per la seva crítica dirigida als dos partits polítics, que acusava de treballar a favor dels rics. El 1991, Sanders va cofundar el Congressional Progressive Caucus, un grup de demòcrates liberals que Sanders va presidir durant els seus primers vuit anys d'existència.

#### Armes
El 1993, Sanders va votar contra la Llei Brady, que imposava verificacions d'antecedents i un període d'espera per a compradors d'armes a tot el territori estatunidenc, i que fou aprovada amb 238 vots a favor i 187 en contra. El 2005, va votar a favor de la Llei per a la protecció del comerç legal d'armes. L'objectiu d'aquesta llei era protegir els comerciants i fabricants de possibles responsabilitats per actes criminals comesos amb les seves armes. El 2015 Sanders va defensar el seu vot argumentant que "si algú té una arma i aquesta cau en mans d'un assassí, i l'assassí mata algú amb aquesta arma, assenyales el fabricant com a responsable? El fabricant de l'arma no seria més responsable d'aquest crim, com tampoc no ho seria una fàbrica de martells per un crim comès amb un martell."

#### Guerra d'Iraq
Sanders va votar contra les resolucions que autoritzaven l'ús de forces militars a Iraq el 1991 i el 2002, i es va oposar a la invasió d'Iraq de 2003. Va votar a favor de la Llei per l'autorització de l'ús de força militar en contra de terroristes, que s'ha utilitzat com a justificació legal per les polèmiques accions militars des dels atemptats de l'11 de setembre. Sanders va votar a favor d'una moció no resolutiva en suport a les tropes que van participar en el començament de la invasió a l'Iraq, però va fer un discurs davant del ple criticant la naturalesa partidista del vot i les accions de l'administració de George W. Bush que van portar a la guerra.
Pel que fa a la investigació que va resultar de la filtració de la identitat de l'agent de la CIA Valerie Plame per part d'un oficial del Departament d'Estat, Sanders va declarar: "la revelació que el president va autoritzar la desclassificació d'informació per desacreditar un crític de la guerra d'Iraq hauria de dir a cada membre del congrés que és hora de fer una investigació sobre com vam arribar a aquesta guerra i per què el congrés ja no pot actuar com a segell d'aprovació al servei d'un president."
Sanders ha estat un crític de la Patriot Act, llei contra la qual va votar com a congressista. Després que fos aprovada amb 357 vots i 66 en contra a la cambra baixa, Sanders va promoure i votar diverses esmenes per intentar limitar els seus efectes, i va votar contra totes les reautoritzacions. El juny de 2005, Sanders va proposar una esmena per limitar les clàusules de la Patriot Act que permetien al govern aconseguir registres de biblioteques i compres de llibres fetes per individus. L'esmena va passar per la Cambra de Representants amb una majoria bipartidista, però fou eliminada el 4 de novembre del mateix any després de negociacions entre les dues cambres i no es va arribar a convertir en llei.
El març de 2006, després d'una sèrie de resolucions en diverses ciutats de Vermont que li demanaven emprendre mocions per destituir George W. Bush, Sanders va declarar que era "poc pràctic parlar d'una destitució", considerant que els republicans tenien el control de la Cambra de Representants i del Senat. Tot i així, Sanders no va ocultar la seva oposició a l'administració de Bush, a la qual va criticar constantment per les seves retallades en programes socials.

#### Reforma bancària
Sanders va criticar el president de la Reserva Federal Alan Greenspan. El juny de 2003, durant una sessió de preguntes i respostes al llavors president de la reserva, Sanders va dir a Greenspan que li preocupava que estigués "fora de focus" i que veiés "la funció del teu lloc com la tasca de defensar els rics i les grans corporacions." Sanders va apuntar el 1998 que els bancs d'inversió i els bancs comercials havien de mantenir-se com a entitats separades. L'octubre de 2008, després que Sanders aconseguís el seu escó al Senat, Greenspan va admetre davant del Congrés que la seva ideologia econòmica era defectuosa.

#### Altres
El 2 de novembre de 2005 Sanders va votar contra la Llei de llibertat d'expressió en línia, que havia exclòs Internet de les restriccions de finançament de campanyes electorals.

## Senat dels Estats Units

### Eleccions

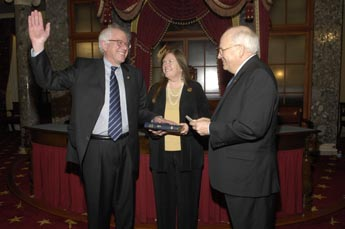
Bernie Sanders essent jurat senador pel llavors vicepresident Dick Cheney el gener de 2007.

Sanders es va postular a les eleccions del Senat dels Estats Units el 21 d'abril de 2005, després que el senador Jim Jeffords anunciés que no optaria a un quart mandat. Chuck Schumer, president del Comitè de Campanya Senatorial Demòcrata, va recolzar Sanders, un moviment important que va significar que cap demòcrata que competís contra Sanders podria rebre ajuda financera del partit. Sanders també fou recolzat pel líder de la minoria del senat Harry Reid, i el president del Comitè Nacional Demòcrata governador anterior de Vermont Howard Dean. Aquest va declarar el maig de 2005 que considerava Sanders "un aliat que vota amb els demòcrates el 98% dels cops." El llavors senador Barack Obama també va fer campanya per Sanders a Vermont el març de 2006.
A la campanya política més cara de la història de Vermont, Sanders va vèncer l'empresari Rich Tarrant amb un marge aproximat de 2 a 1. Molts mitjans de comunicació van anticipar que Sanders guanyaria abans de qualsevol resultat. Fou reelegit el 2012 amb el 71% dels vots.

### Legislació
Una enquesta de Public Policy Polling l'agost de 2011 indicava que el seu índex d'aprovació era del 67% i el seu índex d'aprovació del 28%, fet que el convertia en el tercer senador més popular del país. La NAACP i l'NHLA van donar a Sanders una puntuació del 100% pels seus vots al Senat. Dels 50 senadors escollits pel diari The Forward, Sanders era entre els cinc primers. El novembre de 2015 d'acord amb una enquesta feta per Morning Consult, Sanders va obtenir un índex d'aprovació del 83% entre els seus electors, fet que el convertia en el senador més popular del país.

#### Pressupost
El 24 de setembre de 2008 Sanders va publicar una carta oberta al cap del Departament del Tresor dels Estats Units, el secretari Henry Paulson, denunciant la proposta de rescatar els bancs després de la crisi financera de 2008. Aquesta carta va reunir més de 8.000 firmes en menys de 24 hores. El 29 de gener de 2009 Sanders i els demòcrates Robert Byrd, Russ Feingold i Tom Harkin eren els únics membres de la majoria que van votar contra el nomenament de Timothy Geithner com a cap del Departament del Tresor.
El 10 de desembre de 2010 Sanders va fer un discurs de més de vuit hores en un intent infructuós de filibusterisme contra la Llei per la desgravació fiscal, la reautorització de l'assegurança d'atur i la creació de llocs de treball de 2010, que proposava estendre les taxes d'impostos de l'administració de Bush. Al seu discurs, Sanders va expressar la seva desaprovació dient: "ja n'hi ha prou! Quantes cases pots tenir?". Aquesta llei va acabar sent aprovada, però en resposta al discurs centenars de persones van firmar peticions en línia demanant la postulació de Bernie Sanders com a candidat a la presidència el 2012, mentre que les enquestes del partit van començar a mesurar el seu suport als principals estats de les primàries. Activistes progressistes com el rabí Michael Lerner i l'economista David Korten van donar suport públicament a Sanders en una suposada candidatura presidencial en contral del president Barack Obama.
El discurs de Bernie Sanders va ser publicat el febrer de 2011 per Nation Books com The Speech: A Historic Filibuster on Corporate Greed and the Decline of Our Middle Class i els ingressos per drets d'autor es van donar a organitzacions de caritat sense ànim de lucre a Vermont.

#### Comitè de Pressupost del Senat
El gener de 2015, Sanders es va convertir en Membre d'Alt Nivell de la minoria del Comitè de Pressupost del Senat. Va nomenar la professora d'economia Stephanie Kelton, una destacada acadèmica en teoria monetària moderna com a assessora per la minoria demòcrata del comitè i va presentar un informe enfocat en ajudar a "reconstruir la classe mitjana que està desapareixent", el qual incloïa propostes per augmentar el salari mínim, estimular la despesa en infraestructura i augmentar els pagaments de seguretat social.

## Campanya presidencial de 2016

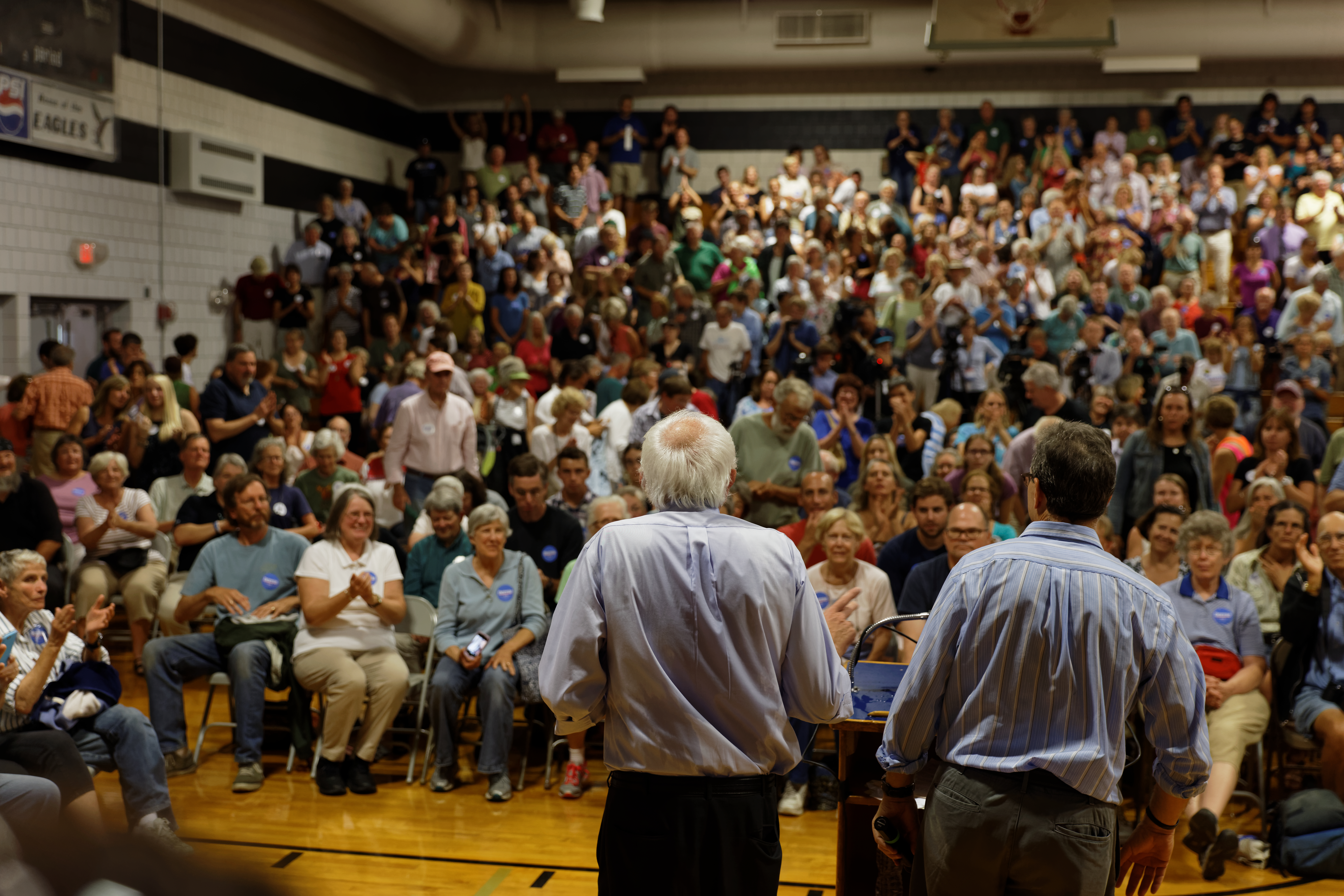
Sanders parlant a Conway (Nou Hampshire) l'agost de 2015

Sanders va anunciar la seva intenció d'obtenir la nominació del Partit Demòcrata per la Presidència dels Estats Units el 30 d'abril de 2015, i la seva campanya va començar oficialment el 26 de maig de 2015 a Burlington. Al seu anunci, Sanders va dir que no creia "que els homes i dones que van defensar la democràcia estatunidenca van lluitar per crear una situació on bilionaris fossin propietaris del procés polític," i va fer d'això una idea central durant la seva campanya. La senadora Elizabeth Warren va celebrar l'entrada de Sanders a la cursa per la nominació, dient que "estic contenta de veure'l allà donant la seva versió de quin hauria de ser el lideratge d'aquest país," però mai no li va donar suport. Malgrat que inicialment es considerava que la probabilitat que reeixís era molt baixa, Sanders va guanyar 23 primàries i caucus, i aproximadament el 46% dels delegats, en front del 54% que va obtenir Hillary Clinton. La seva campanya fou destacada per l'entusiasme dels seus seguidors, com també pel seu rebuig de grans donacions de grans empreses, la indústria financera i Super PACs. El 12 de juliol de 2016, Sanders va donar suport oficialment a Clinton a la seva campanya a les eleccions generals contra el republicà Donald Trump, i va demanar als seus votants que seguissin amb la "revolució política" que havia iniciat la seva campanya.

## Campanya presidencial de 2020

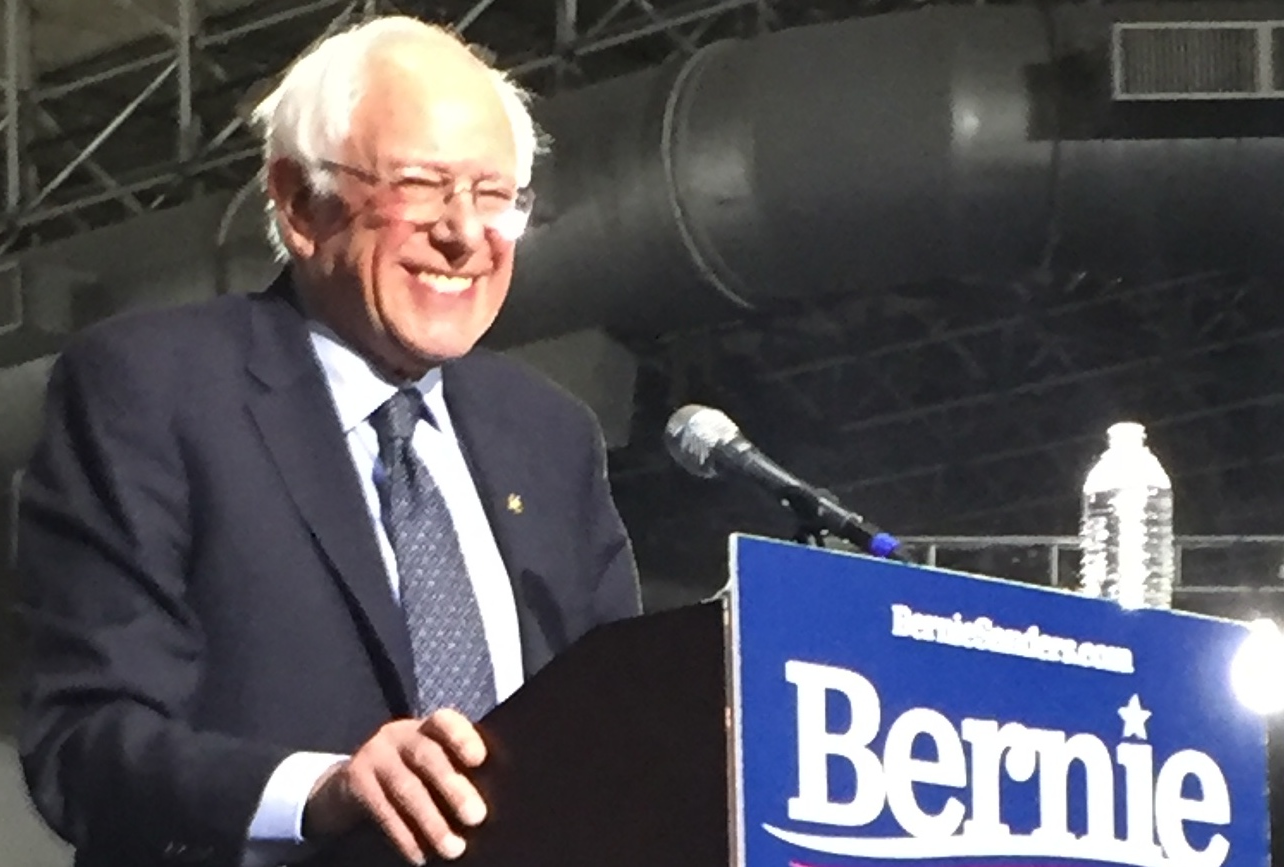
Sanders al seu segon acte de la campanya al Navy Pier de Chicago el març de 2019

El 19 de febrer de 2019 Sanders va anunciar a la ràdio pública de Vermont que es presentaria a les primàries del Partit Demòcrata per aconseguir la nominació a la presidència dels Estats Units a les eleccions del 2020. El mateix dia, va anunciar la seva campanya en una entrevista a la cadena de televisió CBS i en un correu electrònic als seus seguidors. Sanders va declinar la nominació demòcrata al Senat dels Estats Units per Vermont el 2006, el 2012 i el 2018, fet que havia causat problemes a la seva candidatura anterior. Juntament amb el seu anunci de la campanya, va dir que compliria una nova regla dels candidats presidencials demòcrates i confirmaria la seva pertinença al partit. El 5 de març de 2019, va signar en una declaració formal que era membre del Partit Demòcrata i que serviria com a demòcrata si és escollit. El dia anterior havia signat papers per concórrer les eleccions al Senat el 2024 com a independent.